# Tangeh-ye Shīrzar
Tangeh-ye Shīrzar (persiska: تنگه شیرزر) är en ravin i Iran.   Den ligger i provinsen Lorestan, i den västra delen av landet, 400 km sydväst om huvudstaden Teheran. Tangeh-ye Shīrzar ligger 1 383 meter över havet.
Terrängen runt Tangeh-ye Shīrzar är huvudsakligen kuperad, men västerut är den bergig. Runt Tangeh-ye Shīrzar är det ganska tätbefolkat, med 52 invånare per kvadratkilometer. Närmaste större samhälle är Zherī Zhabān, 18,5 km sydost om Tangeh-ye Shīrzar. Omgivningarna runt Tangeh-ye Shīrzar är i huvudsak ett öppet busklandskap.